# USS Lake Champlain (CV-39)
Pour les autres navires du même nom, voir USS Lake Champlain.
L’USS Lake Champlain (CV-39) est un porte-avions de classe Essex de l'United States Navy construit au Norfolk Naval Shipyard.

## Histoire du service

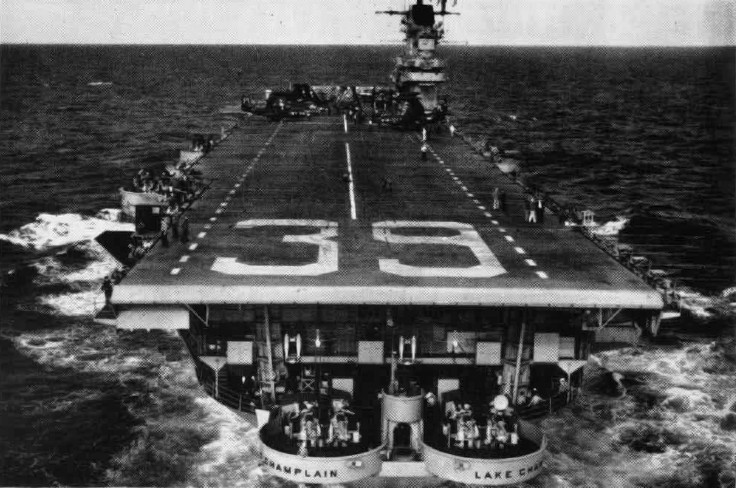
L'arrière de l'USS Lake Champlain

Nommé d'après la bataille du lac Champlain lors de la guerre de 1812, il participa à l'opération Magic Carpet à la fin de la Seconde Guerre mondiale en 1945 avant de participer à la guerre de Corée lors de laquelle il eut pour port d'attache la base navale de Yokosuka au Japon.
Le 5 mai 1961, le porte-avion récupère Alan Shepard lors du vol Mercury-Redstone 3 puis la capsule Gemini 5 le 29 août 1965
Il est retiré du service en 1969 puis mis à la ferraille en 1972.

## Programme Mercury
Pour le vol d'Alan Shepard le 5 mai 1961, le Lake Champlain a été choisi pour la récupération  de la capsule à 480 km au sud de Cap Canaveral. Des hélicoptères ont suivi la descente de Freedom 7  et l'ont récupéré quelques minutes après l’amerrissage pour l'emmener jusqu'au pont d'envol. Une empreinte de pas de Shepard a été peinte sur le pont.

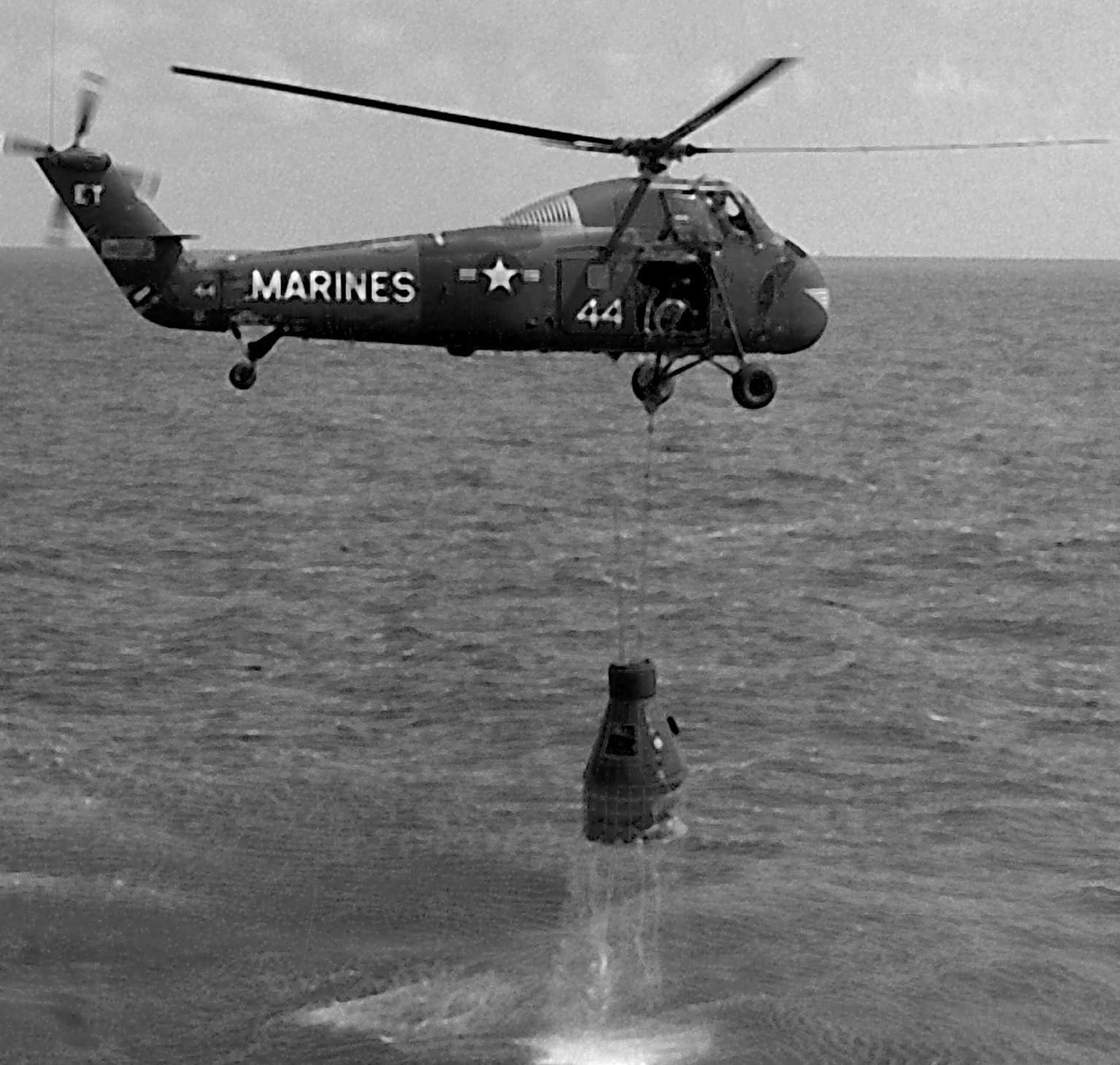
Un HUS-1 récupère Freedom 7